# Fanny Cory
Compléments
Fanny Young Cory née le 17 octobre 1877 et morte le 28 juillet 1972, était une autrice de comics et une illustratrice connue pour ses comic strip Sonnysayings et  Little Miss Muffet.Cory fut l'une des premières femmes à dessiner un strip diffusé dans les journaux.
Elle utilisa plusieurs noms de plume : F. Y. Cory, F. Cory Cooney et Fanny Cory Cooney mais signa le plus souvent Fanny Y. Cory. On trouve parfois sur ses premiers travaux la signature FYC.

## Jeunesse et éducation
Fanny Young Cory naît à Waukegan dans l'Illinois le 17 octobre 1877. Durant son enfance, elle dessine ou esquisse tout ce qu'elle trouve. Alors qu'elle a dix ans sa mère meurt de la tuberculose. Deux ans plus tard la famille déménage à Helena dans le Montana.
À l'âge de quatorze ans Fanny Cory suit de études d'art à l'Helena school system sous la supervision de l'artiste Mary C. Wheeler. En 1894, son grand frère Jack et son épouse l'invite à habiter avec eux à New York. Deux ans plus tard, elle suit des cours au Metropolitan School of Fine Arts. L'année d'après elle est acceptée à l'Art Students League. Bien qu'elle soit une élève brillante, Cory abandonne l'école parce que sa famille a du mal à payer ses études et qu'elle veut s'occuper de sa sœur Agnes qui a la tuberculose.

## Carrière d'illustratrice

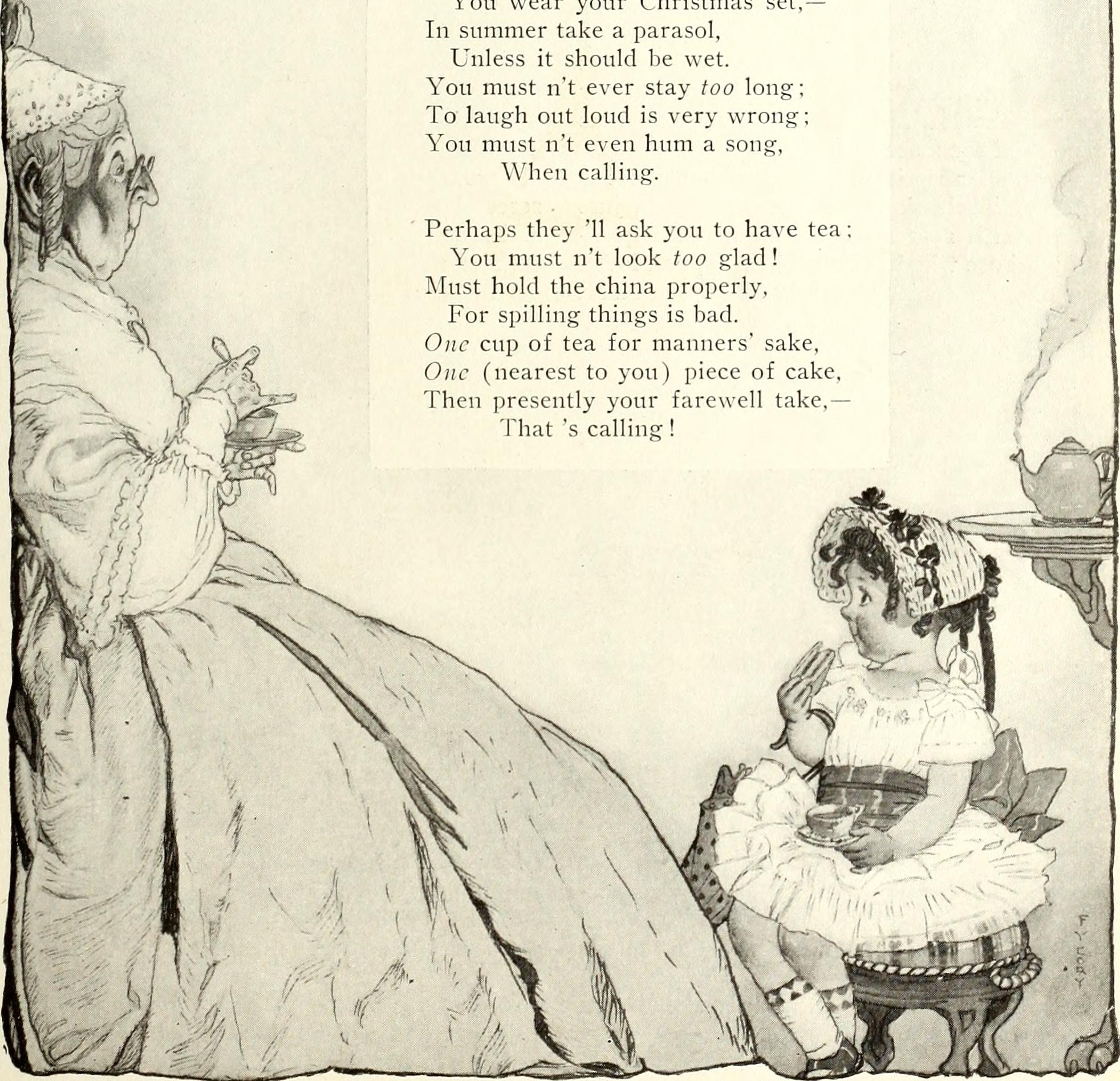
Illustration de Cory pour un poème en 1915.

Pour gagner sa vie et aider sa sœur, Fanny Cory vend des dessins à des journaux. Le premier qu'elle parvient à placer se trouve dans  The Century Magazine en 1898. Sa carrière prend son envol et elle est engagée pour réaliser des couvertures et des illustrations d'intérieur pour de nombreux magazines dont Century, Harper's Bazaar, Life, Scribner's, The Saturday Evening Post et St. Nicholas.
Cory retourne dans le Montana en 1902 à la mort de sa sœur. Ses frères Jack et Bob se lancent dans la prospection minière et invitent leur sœur à les rejoindre. Les trois vivent près de la mine au nord-est d'Helena.
Cory illustre aussi des romans dont en 1902 Alice au pays des merveilles et De l'autre côté du miroir de Lewis Carroll puis The Master Key et The Enchanted Island of Yew de L. Frank Baum,. Parmi les autres ouvrages qu'elle a illustrés se trouvent The Pettison Twins de Marion Hill (McClure, Phillips & Co, 1906), Jackieboy in Rainbowland de William L. Hill (Rand McNally & Company, 1911).
En 1904, Cory se marie avec Fred Cooney et s'installe dans son ranch près du Missouri, non loin de la communauté de Canyon Ferry. Dans les années 1910, elle réalise les publicités pour la marque Ivory Soap. Entre 1913 et 1926, Cory décide de cesser de travailler pour élever ses enfants Sayre, Robert et Ted mais continue à peindre.
Comme passe-temps, Cory commence à peindre des aquarelles de fées, de fleurs; d'oiseaux et de petits animaux. Elle en réalise une pour chaque lettre de l'alphabet accompagnée d'un poème. Elle l'appelle son alphabet de fées. Même si elle considère que ces peintures sont ce qu'elle a réussi de mieux, elle ne compte pas les exposer. Il faut attendre les années 1950 pour qu'elles soient exposées au musée du Montana Historical Society et les années 1980 pour qu'elles soient publiées. Le livre est republié en 2011.

## Comic strips
En 1916, Fanny Cory essaie de publier une première série de dessins humoristiques intitulée Ben Bolt  mais sans succès. Elle fait un deuxième essai avec Other People's Children. dans les années 1920, ayant besoin d'argent pour envoyer son fils à l'université,.
En 1926, Cory crée Sonnysayings, distribué par Ledger Syndicate. Le strip présente un garçonnet de cinq ans et la façon dont il voit le monde. Sonnysayings est diffusé dans de nombreux journaux aux États-Unis, au Canada, en Australie et en Écosse sous le nom de Fanny Y. Cory. À partir de 1935, Sonnnysayings est distribué par King Features qui le garde jusqu'à la retraite de Cory en 1956. La série est si populaire que E. P. Dutton publie une anthologie en 1929.
En 1935, Cory lance Little Miss Muffet, diffusé par King Features jusqu'au 3 juin 1956,,. Inspiré par Little Orphan Annie le strip raconte les aventures de l'orpheline Milly Muffet et de son chien. Entre 1940 et 1946 Little Miss Muffet est écrit par Tecla Scheuring. En 1948-1949 un comic book est publié par Best Books.
En 1956 Cory prend sa retraite et s'installe dans la zone de Puget Sound pour être proche de sa fille Sayre. Elle meurt le 28 juillet 1972 à Stanwood dans l'état de Washington.